# Маццин
Маццин (итал. Mazzin) — коммуна в Италии, располагается в провинции Тренто области Трентино-Альто-Адидже.
Население составляет 494 человек (2011 г.), плотность населения составляет 21 чел./км². Занимает площадь 23 км². Почтовый индекс — 38030. Телефонный код — 0462.
Покровительницей коммуны почитается святая равноапостольная Мария Магдалена, празднование 22 июля.

## Демография
Динамика населения:

## Администрация коммуны
- Официальный сайт: https://web.archive.org/web/20100418065103/http://www.comunedimazzin.it/